# 2428 Kamenyar
2428 Kamenyar este un asteroid din centura principală, descoperit pe 11 septembrie 1977 de Nikolai Cernîh.